# Drowned in Sound
Drowned in Sound (также известен как DiS) — британский электронный журнал, публикующий рецензии, интервью и новостные сообщения на музыкальную тематику.
Журнал был основан Шоном Адамсом под названием The Last Resort в 1998 году. Изначально он представлял собой фэнзин, распространявшийся по электронной почте. В 2000 году Адамс переименовал своё творение в Drowned in Sound и продолжил работу в формате интернет-журнала. К 2003 году ежемесячное число просмотров сайта превысило миллион. С 2005 года Drowned in Sound начал публикацию рецензий на музыкальные альбомы, а Шон Адамс открыл собственный лейбл, Drowned in Sound Recordings.
В 2006 году сайт предложил вниманию посетителей еженедельно обновляемый подкаст Drowned in Sound Radio, который собрал около 30 000 слушателей. В 2007 году Drowned in Sound запустил дополнительный сайт RCRDLBL.com с аудио/видео блогом под названием Drownload. В том же году журнал получил премию Record of the Day в категории Best Online Music Publication.